# Ла Вирхен (Поза Рика де Идалго)
Ла Вирхен (шп. La Virgen) насеље је у Мексику у савезној држави Веракруз у општини Поза Рика де Идалго. Насеље се налази на надморској висини од 86 м.

## Становништво
Према подацима из 2010. године у насељу су живела 4 становника.

### Хронологија
| Година       | 2000       | 2005       | 2010 |
| ------------ | ---------- | ---------- | ---- |
| Становништво | 10 (4 / 6) | 10 (4 / 6) | 4    |

### Попис
| # | Индикатор                     | Вредност |
| - | ----------------------------- | -------- |
| 1 | Укупно домаћинстава           | 1        |
| 2 | Укупно насељених домаћинстава | 1        |
| 3 | Величина локације             | 1        |